# Liebeliola dehradunensis
Liebeliola dehradunensis är en tvåvingeart som först beskrevs av Rao 1956.  Liebeliola dehradunensis ingår i släktet Liebeliola och familjen gallmyggor. Inga underarter finns listade i Catalogue of Life.